# Episodi di Drake & Josh (quarta stagione)
La quarta e ultima stagione della serie televisiva Drake & Josh, composta da 20 episodi, è stata trasmessa per la prima volta negli Stati Uniti dal 24 settembre 2006 al 16 settembre 2007 su Nickelodeon. In Italia è stata trasmessa dal 13 ottobre 2008 al 20 gennaio 2009. E su Italia 1 dal 9 marzo al 3 aprile 2009. Inoltre, ad eccezione del secondo e del quattordicesimo, tutti gli episodi sono stati trasmessi in disordine sia nella versione originale che in quella italiana.
| n° | codice di prod. | Titolo originale         | Titolo italiano            | Prima TV USA      | Prima TV Italia |
| -- | --------------- | ------------------------ | -------------------------- | ----------------- | --------------- |
| 1  | 405             | Josh Runs Into Oprah     | Sorprese di compleanno     | 24 settembre 2006 | 13 ottobre 2008 |
| 2  | 402             | Vicious Tiberius         | Il feroce Tiberius         | 1º ottobre 2006   | 14 ottobre 2008 |
| 3  | 412             | The Wedding              | La prozia si sposa         | 15 ottobre 2006   | 15 ottobre 2008 |
| 4  | 403             | Mindy Loves Josh         | La gara di scienze         | 22 ottobre 2006   | 16 ottobre 2008 |
| 5  | 409             | Who's Got Game?          | La scommessa               | 5 novembre 2006   | 17 ottobre 2008 |
| 6  | 404             | The Great Doheny         | Il grande Doheny           | 12 novembre 2006  | 20 ottobre 2008 |
| 7  | 407             | I Love Sushi             | Regalo di anniversario     | 26 novembre 2006  | 21 ottobre 2008 |
| 8  | 411             | The Storm                | Il temporale               | 7 gennaio 2007    | 12 gennaio 2009 |
| 9  | 406             | My Dinner with Bobo      | La macchina nuova          | 14 gennaio 2007   | 12 gennaio 2009 |
| 10 | 408             | Tree House               | La casa sull'albero        | 21 gennaio 2007   | 13 gennaio 2009 |
| 11 | 415             | Josh Is Done             | Con te ho chiuso           | 11 febbraio 2007  | 13 gennaio 2009 |
| 12 | 417             | Eric Punches Drake       | Eric colpisce Drake        | 18 febbraio 2007  | 14 gennaio 2009 |
| 13 | 401             | Megan's Revenge          | La vendetta di Megan       | 4 marzo 2007      | 14 gennaio 2009 |
| 14 | 414             | Steered Straight         | Il programma "Raddrizzata" | 11 marzo 2007     | 15 gennaio 2009 |
| 15 | 418             | Megan's First Kiss       | Il primo bacio di Megan    | 7 aprile 2007     | 15 gennaio 2009 |
| 16 | 416             | Battle of Panthatar      | Ospiti indesiderati        | 15 aprile 2007    | 16 gennaio 2009 |
| 17 | 419             | Really Big Shrimp part 1 | Gamberi giganti parte 1    | 3 agosto 2007     | 16 gennaio 2009 |
| 18 | 420             | Really Big Shrimp part 2 | Gamberi giganti parte 2    | 3 agosto 2007     | 19 gennaio 2009 |
| 19 | 410             | Helicopter               | Avventura in elicottero    | 5 agosto 2007     | 19 gennaio 2009 |
| 20 | 413             | Dance Contest            | La gara di ballo           | 16 settembre 2007 | 20 gennaio 2009 |

## Sorprese di compleanno
- Titolo originale: Josh Runs Into Oprah
- Diretto da: Roger Christiansen
- Scritto da: Ethan Banville

### Trama
Drake dimentica il compleanno di Josh e cerca di farsi perdonare portandolo a uno show dal vivo di "Oprah".

## Il feroce Tiberius
- Titolo originale: Vicious Tiberius
- Diretto da: Roger Christiansen
- Scritto da: George Doty IV

### Trama
La signora Hayfer sta andando in vacanza per il fine settimana e Josh si offre volontario per vegliare sul suo cane e sulla sua casa mentre è via. Dopo Josh, si offre volontario anche Drake. Nel frattempo, Walter acquista un tapis roulant e inizia ad allenarsi nella speranza di battere finalmente il suo acerrimo nemico, Bruce Winchill, nella corsa annuale di 5 km della sua stazione televisiva. Drake e Josh arrivano a casa della signora Hayfer e incontrano il suo cane, Tiberius, un rottweiler. Quando i due tentano di dare al cane la sua medicina per le orecchie, questo inizia ad abbaiare e ringhiare, li insegue e li intrappola nel bagno della signora Hayfer. Nel frattempo, Megan si reca in casa della signora Hayfer dopo la sua lezione di oboe. In presenza della bambina, Drake e Josh notano che Tiberius si calma a tal punto che Megan si siede sul divano e accarezza il cane con la custodia del suo oboe. All'improvviso arriva un accalappiacani che sta per catturare Tiberius, ma il cane finisce per intrappolare nel bagno anche lui. Drake e Josh escogitano quindi un piano di successo per fuggire dalla casa della signora Hayfer senza essere sbranati da Tiberius. Alla fine anche Walter va a casa della signora Hayfer e trova Tiberius. Spaventato a morte, scappa a gambe levate con il cane che lo insegue.

## La prozia si sposa
- Titolo originale: The Wedding
- Diretto da: Steve Hoefer
- Scritto da: Matt Fleckenstein

### Trama
A Drake e Josh viene chiesto di consegnare in tempo una torta nuziale al matrimonio della loro prozia Catherine, nella speranza che la famiglia possa ottenere la sua casa al mare quando muore. Ma Drake dà in custodia a Craig ed Eric la borsa portacomputer di Josh che non contiene solo il computer di Josh, ma anche il suo cellulare e le chiavi del SUV della madre, lasciandoli così senza auto per andare al matrimonio. Drake inizia a chiamare Craig ed Eric, ma Josh si dispera perché sa che nessuno dei due ha un telefonino. Racconta, infatti, di quando Papa Nichols ha rotto il cellulare di Eric e di quando la madre di Craig ha detto che il cellulare faceva venire le piaghe alle orecchie del figlio. Usano così la vecchia macchina di Trevor, una Chevrolet El Camino degli anni '70 per cercare di arrivare in tempo al matrimonio. L'auto però si guasta e li lascia in panne senza alcun mezzo per chiedere aiuto. Quando escono per urinare, due agenti di polizia danno loro una multa per il parcheggio abusivo. Drake e Josh cercano quindi di ottenere aiuto da due sconosciuti che finiscono per rapinarli. Successivamente, un autista di carro attrezzi di nome Leslie si offre di aiutarli, ma Drake lo prende in giro per il suo nome e quindi li abbandona. Drake e Josh alla fine fanno funzionare la macchina, ma questa prende fuoco e i due restano bloccati a tempo indeterminato, non riuscendo ad arrivare al matrimonio.

## La gara di scienze
- Titolo originale: Mindy Loves Josh
- Diretto da: Adam Weissman
- Scritto da: Arthur Gradstein

### Trama
Josh e Mindy stanno lavorando insieme e quando Mindy termina il lavoro dice a Josh che lo ama. Dopo aver detto a Mindy che non è sicuro dei suoi sentimenti, Josh scopre da Drake che Mindy potrebbe averlo detto solo per distrarlo dalla Fiera Regionale della Scienza, in modo che lei possa gareggiare senza di lui. Nel frattempo, Megan medita vendetta su Drake perché lui ha mangiato il suo biscotto: la bambina scopre per caso una malattia immaginaria che fa diventare le mani e i piedi di un malaticcio colore verdastro, e tinge le mani e i piedi di Drake di verde per fargli credere di avere la malattia, obbligandolo a subire una cura disgustosa.

## La scommessa
- Titolo originale: Who's Got Game?
- Diretto da: Adam Weissman
- Scritto da: Ethan Banville

### Trama
Dopo una discussione, Drake e Josh fanno una scommessa per vedere chi riesce ad avere più appuntamenti. La scommessa sembra filare liscia per Drake fino a quando non si innamora di Carly, una commessa di un negozio di musica. Drake allora cerca di annullare la scommessa, ma Josh rifiuta perché grazie ad Audrey gli manca solo un appuntamento per vincere. Quando Carly sente Drake discutere con Josh della scommessa, si arrabbia e rompe con lui. Drake quindi cerca di essere onesto per riconquistarla, ma fallisce più volte. Alla fine, riunisce tutti quelli con cui è stato disonesto in passato e, di fronte a Carly, ammette tutte le cose disoneste che ha fatto loro. L'iniziativa funziona e Carly torna con lui, mentre Josh vince ufficialmente la scommessa. Come parte della scommessa, se Josh avesse vinto avrebbe dormito sopra al posto di Drake, ma durante la notte Josh cade accidentalmente dal letto, così i due, di comune accordo, decidono di tornare ognuno al proprio letto.

## Il grande Doheny
- Titolo originale: The Great Doheny
- Diretto da: Adam Weissman
- Scritto da: Matt Fleckenstein

### Trama
Il mago preferito di Josh, Henry Doheny, appare al cinema Premiere e fa la conoscenza di Drake e Josh. Il signor Doheny va a vivere con Drake e Josh, ma si rivela molto irritante. Quando Henry dice a Josh che nessuno lo vuole più intorno, Drake e Josh decidono di farlo tornare famoso facendogli fare uno spettacolo al Premiere. Durante lo spettacolo, il mago entra in una cassa nella quale Drake e Josh infilano delle spade, ma non ne esce al momento previsto. Preoccupati, i ragazzi decidono di controllare la cassa, scoprendo che Henry è morto. Al funerale però, appare improvvisamente vivo e vegeto, spiegando che il trucco era proprio fingere la sua morte. Doheny ottiene così un contratto di cinque anni a Las Vegas e lascia San Diego per esibirsi lì. Come regalo d'addio, Drake e Josh ricevono uno yo-yo, mentre Megan riceve un assegno di cinquantamila dollari per essere stata la prima a suggerirgli il trucco.

## Regalo di anniversario
- Titolo originale: I Love Sushi
- Diretto da: Steve Hoefer
- Scritto da: Dan Schneider

### Trama
Come regalo di anniversario per Audrey e Walter, Drake e Josh accettano di far riarredare il loro soggiorno dall'impresa di uno show chiamato "Pump My Room", di cui non hanno mai sentito parlare. L'impresa si rivela falsa e quando gli operai hanno detto che avrebbero riarredato il soggiorno, in realtà hanno rubato tutti i mobili. I poliziotti si rifiutano perfino di indagare perché uno di loro ha avuto problemi a causa di una previsione del tempo sbagliata da Walter. Drake e Josh decidono così di lavorare in una fabbrica di sushi per ripagare tutte le cose che sono state rubate. Il capo chef del sushi è molto prepotente e cattivo e fa lavorare molto duramente i due per confezionare il sushi con risultati disastrosi. Quando tornano a casa, si rendono conto che tutti i mobili sono tornati al loro posto perché la polizia ha scoperto che il furgone del trasloco dei rapinatori si era rotto a circa mezzo miglio lungo la strada. Nel frattempo, Megan è troppo occupata a fare uno scherzo a Drake e Josh, e assume un ragazzo di nome Tyler.

## Il temporale
- Titolo originale: The Storm
- Diretto da: Steve Hoefer
- Scritto da: George Doty IV e Dan Schneider

### Trama
Come previsto da Walter nelle sue previsioni del tempo, una tempesta infrange le tanto attese speranze di Drake di partecipare al concerto di apertura dei The Sparks, bloccandolo in casa con tutta la famiglia. Inoltre, Drake tenta disperatamente di evitare un possibile incontro disastroso fra la sua attuale ragazza, Carly, e le sue ex-fidanzate, Lucy e Christine. Nonostante i suoi tentativi, le tre si incontrano comunque e da quel momento Drake diventa paranoico, volendo assolutamente sapere di cosa stanno parlando. Nel frattempo, Craig deve accendere una TV per Crazy Steve in modo che possa guardare Dora l'esploratrice, mentre Walter è costretto a fare una trasmissione in diretta del tempo all'aperto durante la forte tempesta.

## La macchina nuova
- Titolo originale: My Dinner with Bobo
- Diretto da: Virgil L. Fabian
- Scritto da: Arthur Gradstein

### Trama
Quando Drake e Josh guadagnano abbastanza soldi per comprare un'auto, non riescono a mettersi d'accordo su una che piace a entrambi. Drake ruba i soldi e li usa per comprare un orango di nome Bobo da Stan, il rivenditore di auto. Drake spiega a un Josh infuriato che possono guadagnare abbastanza soldi per comprare molte auto. Alla fine vendono Bobo a un dottore che incontrano al Premiere. Megan è sospettosa e cerca il tizio a cui hanno venduto Bobo, scoprendo che mangia oranghi e specie affini. Drake e Josh vanno così all'appartamento del dottore per restituire i soldi e riavere Bobo. Sfortunatamente, le cose non vanno secondo i piani e il dottore chiude Drake e Josh nell'armadio e ruba il cellulare di Josh. Tuttavia, in seguito viene arrestato e Megan libera Drake e Josh a condizione che restituiscano Bobo al rivenditore di auto e comprino l'auto che lei desidera: un Maggiolino giallo con fiori rosa acceso. Sebbene riluttanti, acquistano l'auto, il che li porta a essere presi in giro dai loro amici, con grande divertimento di Megan.

## La casa sull'albero
- Titolo originale: Tree House
- Diretto da: Roger Christiansen
- Scritto da: Dan Schneider

### Trama
Dopo che un modellino di razzo esplode nella casa sull'albero del vicino, Drake, Josh e Megan sono costretti a ricostruire la casa sull'albero prima che Drake e Josh possano andare a un doppio appuntamento con due gemelle. Ma Drake dimentica di tagliare la porta prima che Josh riattacchi l'ultimo muro, intrappolando i ragazzi all'interno. Megan si rifiuta di lasciarli uscire perché è arrabbiata, in quanto le hanno fatto perdere la festa di compleanno della sua amica Janie, e per vendetta decide di far saltare il doppio incontro di Drake e Josh, mandando al loro posto Craig ed Eric.

## Con te ho chiuso
- Titolo originale: Josh Is Done
- Diretto da: Adam Weissman
- Scritto da: Ethan Banville

### Trama
Quando le buffonate di Drake fanno sbagliare a Josh un test importante, Josh diventa furioso e decide di chiudere con Drake, iniziando a considerarlo soltanto come un compagno di stanza. La vita di Josh inizia a migliorare: supera l'esame di make-up, non perde un voto grazie al suo notevole impegno, va d'accordo con Helen al lavoro e si diverte con i suoi amici lontano da Drake. La vita di Drake, d'altra parte, inizia a cadere a pezzi poiché Josh non è lì per aiutarlo. I ragazzi restano in questa situazione, fino a quando Drake si scoccia durante la lezione di chimica, a seguito di un incidente che coinvolge un nuovo partner di laboratorio: a quel punto i fratelli si rendono conto di quanto sia importante la loro relazione l'uno per l'altro. L'episodio si conclude con i due fratelli che si riconciliano durante una partita di ping-pong.

## Eric colpisce Drake
- Titolo originale: Eric Punches Drake
- Diretto da: Roger Christiansen
- Scritto da: Arthur Gradstein

### Trama
A scuola, Eric colpisce accidentalmente Drake con un pugno in un occhio mentre mostrava una mossa di kung fu a Craig. Diventa presto popolare poiché i testimoni pensavano che avesse preso a pugni Drake di proposito durante una rissa, anche se lo aveva fatto per caso. Dopo essersi sentito a suo agio con la popolarità, Eric inizia a diffondere voci sul pugno e ogni storia è diversa, riducendo Drake a uno zimbello. Sgomento per la popolarità dovuta a questo, Drake, con l'aiuto di Craig che si è separato da Eric, tenta di rivelare la non intenzione di Eric di prenderlo a pugni. Nel frattempo, Josh teme che Mindy abbia un altro fidanzato che si rivela essere il cugino di lei, Chad.

## La vendetta di Megan
- Titolo originale: Megan's Revenge
- Diretto da: Steve Hoefer
- Scritto da: Dan Schneider

### Trama
Quando Drake e Josh prendono in prestito la fotocamera digitale di Megan per fotografare una top model, Josh fotografa per sbaglio il criceto di Megan, Hervey. Il flash fa perdere i sensi all'animale, ma i ragazzi credono di averlo ucciso. Nonostante Megan abbia assicurato di non essere arrabbiata con loro e sappia che è stato un incidente, i ragazzi temono comunque ritorsioni da parte sua e il timore si trasforma in estrema paranoia con il passare dei giorni. Tuttavia, Megan presto dice ai ragazzi che sapeva quanto si sarebbero spaventati e che la sua "vendetta" consisteva nel lasciarli alle loro paure. Poco dopo aver confessato la verità, preme un pulsante su un dispositivo, che fa esplodere il punto della camera da letto di Drake e Josh in cui i ragazzi si trovavano, facendoli precipitare nel garage sottostante. Poi dice a Drake e Josh che Hervey non è morto, ma è solo stordito dal flash della fotocamera.

## Il programma "Raddrizzata"
- Titolo originale: Steered Straight
- Diretto da: Steve Hoefer
- Scritto da: Dan Schneider

### Trama
Drake ottiene per sé e Josh documenti d'identità falsi in modo che possano entrare in una discoteca di San Diego, per ascoltare la band preferita di Josh, gli Hailstones. Vengono catturati dalla polizia, ma non arrestati. Invece di mettere in punizione i loro figli, Walter ed Audrey scelgono di iscriverli al programma di raddrizzamento in cui ai bambini viene mostrato com'è essere arrestati. Tuttavia, il piano alla fine fallisce quando l'ufficiale che li sta guidando alla stazione di polizia viene interrotto da un criminale di nome Blaze, che dirotta la sua auto. Drake e Josh usano i loro nomi di identità falsi e fingono di essere criminali in modo da poter fare amicizia con Blaze. Drake e Josh convincono Blaze a portarli a casa loro, che i ragazzi affermano sia la casa di qualcun altro che intendono derubare. A casa, mentre gli altri membri della famiglia sono assenti, i ragazzi tentano di contattare la polizia. Quando Blaze nota che Drake e Josh usano un telefono cordless, gli dicono che stanno contattando la loro banda in modo da portare a termine il loro piano di rapire il governatore. Blaze decide invece di chiamare la sua banda per compiere il rapimento. Quando Walter torna a casa presto, i ragazzi lo rinchiudono in un armadio per mantenere la loro copertura. Il duo quindi finge una colluttazione l'uno con l'altro, con l'uso del kit magico di Josh. Terrorizzati e disgustati, i criminali fuggono dalla casa. La famiglia poi esce a cena e i ragazzi si rendono conto di essersi dimenticati di liberare Walter.

## Il primo bacio di Megan
- Titolo originale: Megan's First Kiss
- Diretto da: William Bardelli
- Scritto da: George Doty IV

### Trama
L'atteggiamento furtivo di Megan porta Drake e Josh a credere che lei stia tramando qualcosa. Dopo averla spiata (travestiti da ebrei irlandesi al Premiere), si scopre che Megan ha un fidanzato di nome Corey, con cui sta uscendo da 7 settimane, ma mettono in imbarazzo Corey, costringendolo a rompere con Megan. Dopo un consulto con Walter, Drake e Josh, sentendosi male, si scusano con Corey in modo che possa uscire di nuovo con Megan. Tuttavia, quando Josh va al Premiere per ritirare il suo ultimo stipendio, vede Corey con un'altra ragazza di nome Monica (con la quale sta uscendo da un mese). Quindi lo dice a Drake e i due decidono di dirlo a Megan. Al suo prossimo appuntamento, Drake e Josh arrivano e mettono in difficoltà Corey portando Monica. Sia Megan che Monica rompono con Corey dopo aver realizzato che le stava tradendo. Corey poi picchia selvaggiamente Drake e Josh per rappresaglia. Alla fine, Megan si scusa con i suoi fratelli per non avergli creduto all'inizio, dicendo loro che li ama.

## Ospiti indesiderati
- Titolo originale: Battle of Panthatar
- Diretto da: Josh Peck
- Scritto da: Matt Fleckenstein

### Trama
Drake e Josh sono invitati alla festa per i sedici anni del loro amico Thornton al Club Diego, che andrà in onda su MTV in diretta. Tuttavia, i loro inviti vengono revocati quando Thornton sorprende Drake a baciare una ragazza di nome Maria, che a sua insaputa è la fidanzata di Thornton. Per partecipare alla festa, Josh spinge un riluttante Drake a dare a Thornton una copia autografata del disco Abbey Road, appena ricevuta da un inglese. Anche se Thornton accetta il regalo, si rifiuta comunque di invitarli alla festa. Di conseguenza, Drake e Josh decidono di vendicarsi dell'affronto, rovinando la festa travestiti da Red Sky Nauts di Galaxy Wars per riprendersi l'album. Quando vengono scoperti, riescono a fuggire dopo che Drake recupera segretamente il suo album.

## Gamberi giganti parte 1
- Titolo originale: Really Big Shrimp part 1
- Diretto da: Drake Bell
- Scritto da: Dan Schneider e George Doty IV

### Trama
È la fine di un'era. Dopo che Josh ha rovinato le possibilità di Drake di cantare una canzone di successo al Super Bowl, i ragazzi devono trovare un modo per sistemare le cose.

## Gamberi giganti parte 2
- Titolo originale: Really Big Shrimp part 2
- Diretto da: Steve Hoefer
- Scritto da: Informazione non disponibile

### Trama
Helen ingaggia Mindy come sua manager mentre si prepara per il matrimonio, facendo innervosire Josh che voleva conservare l'incarico ancora per un po'.
NB: Quest'episodio era il finale di serie originale, ma è stato mandato in onda prima di "Avventura in elicottero" e "La gara di ballo".

## Avventura in elicottero
- Titolo originale: Helicopter
- Diretto da: Virgil L. Fabian
- Scritto da: Dan Schneider

### Trama
Quando Drake vince la possibilità di lanciarsi in paracadute da un elicottero, Audrey e Walter, pensando che sia troppo pericoloso, vietano categoricamente a Drake di fare paracadutismo. Drake disobbedisce ad Audrey e Walter e va comunque. Josh cerca di fermarlo, ma entrambi finiscono per ritrovarsi sull'elicottero in volo. Josh fa esplodere accidentalmente l'estintore dell'elicottero, il che provoca l'espulsione dal veicolo di Vince, il loro pilota. Come se non bastasse, si rompe definitivamente anche la radio quando Drake spezza accidentalmente uno dei cavi tirandolo troppo. Alla fine l'elicottero finisce anche il carburante, costringendoli a saltare fuori con un paracadute per fuggire. Una volta a terra, i ragazzi tornano a casa propria così come i loro genitori. Vince arriva a casa di Drake e Josh e dice a Walter che deve pagare quattrocentomila dollari per l'elicottero danneggiato. Conoscendo le conseguenze, Drake e Josh si mettono in punizione per due settimane.

## La gara di ballo
- Titolo originale: Dance Contest
- Diretto da: Steve Hoefer
- Scritto da: George Doty IV

### Trama
Josh partecipa a una gara di ballo per ottenere crediti extra ed essere lo studente migliore della sua classe. Quando Drake viene minacciato di essere bocciato in ginnastica e di ripetere l'anno, decide di partecipare alla competizione per vincere e ruba la compagna di ballo originale di Josh, Emily. Josh trova quindi una crudele partner di ballo dell'Europa orientale di nome Vilga per competere con Drake. Vilga insulta Emily e tra le due scoppia una rissa prima della gara. Per fortuna, la sicurezza le interrompe prima che la situazione sfugga di mano. Tuttavia, le ragazze vengono squalificate per la rissa. Allora Drake e Josh decidono di ballare insieme, vincendo la competizione e ottenendo entrambi ciò che volevano.